# Церковь Святого Николая (Братислава, Старе-Место)
Церковь Святого Николая (словац. Chrám svätého Mikuláša) расположена рядом с Микулашскими воротами Братиславского Града в Старом городе Братиславы.

## История
Храм был выстроен в 1661 году на месте разрушенного к тому времени готического собора и освящён как римо-католический в честь Святого Николая Мирликийского.

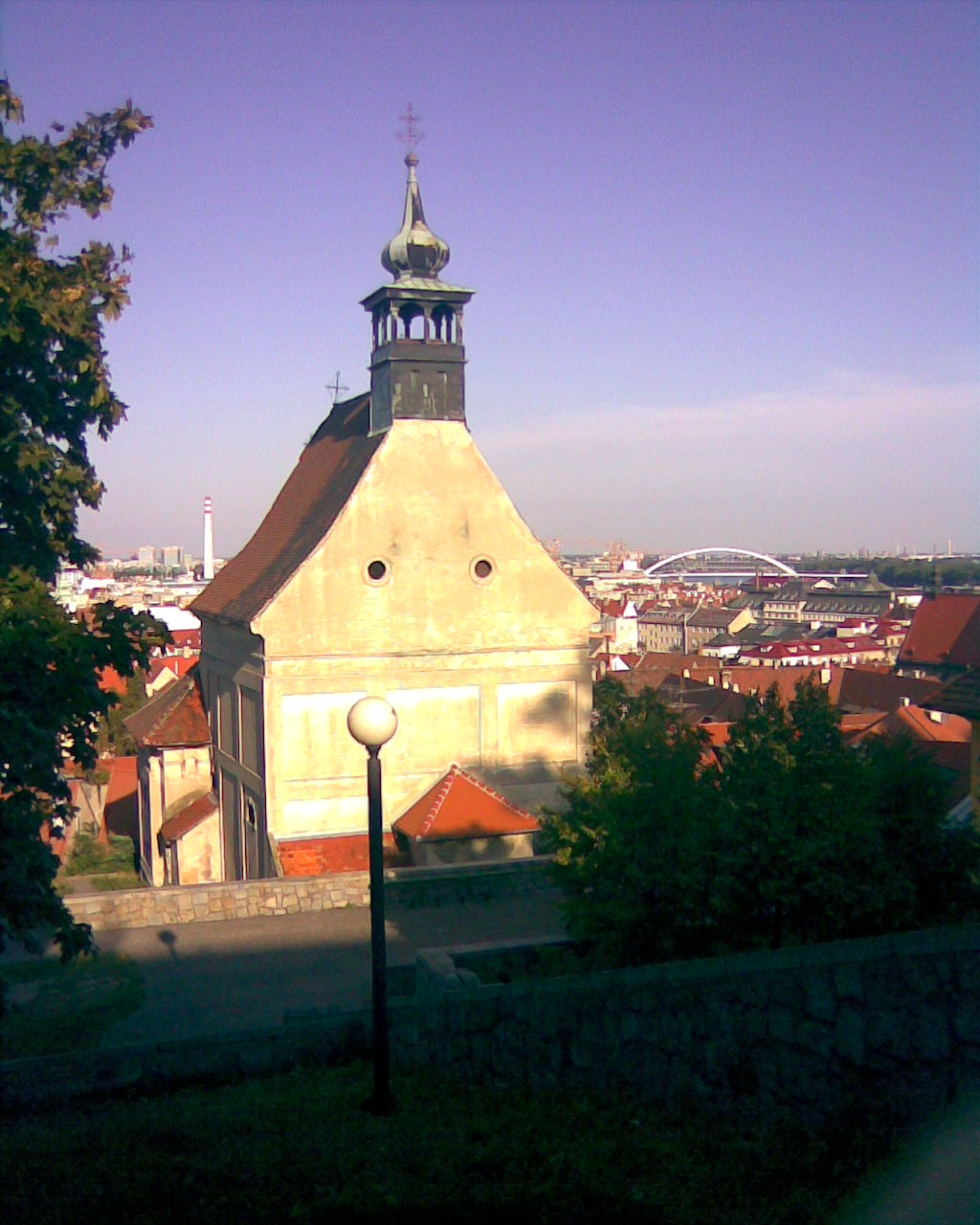
Храм Святого Николая в Братиславе

В связи с тем, что храм мало использовался, его было решено передать грекокатолической церкви. В 1945 году в течение войны храм был частично сожжен. С 1945—1950 гг. его реконструировали верующие грекокатолического прихода в Братиславе.
После прихода к власти коммунистического режима грекокатолическая церковь подверглась жестоким гонениям. В 1950 году она была юридически ликвидирована, а всё имущество передано православной церкви. С тех пор храм использует православная церковь (словац. Pravoslávna cirkev v českých krajinách a na Slovensku). Более просторный православный собор Святого Ростислава начали строить лишь в 2002 году, торжественное освящение которого состоялось 12 мая 2013 года в присутствии словацкого и зарубежного православного духовенства.